# Lobiactaea
Genre
Espèce
Synonymes
- Actaea lobipes Odhner, 1925[2]

Lobiactaea est un genre de crabes de la famille des Xanthidae, qui ne comporte qu’une seule espèce connue Lobiactaea lobipes. 

## Liste d'espèces
Selon Catalogue of Life (8 mai 2019) et World Register of Marine Species (8 mai 2019) :
- Lobiactaea lobipes (Odhner, 1925)